# Этрекский этрап
Этрекский этрап (туркм. Etrek etraby) — этрап в Балканском велаяте Туркменистана.
Образован в мае 1925 года как Атрекский район Полторацкого округа Туркменской ССР с центром в ауле Баят-Хаджи.
В августе 1926 был упразднён Полторацкий округ, и Атрекский район перешёл в прямое подчинение Туркменской ССР.
В марте 1933 район был переименован в Кизыл-Атрекский район.
В ноябре 1939 Кизыл-Атрекский район отошёл к новообразованной Ашхабадской области.
В феврале 1943 Кизыл-Атрекский район был передан в Красноводскую область.
В январе 1947 года Красноводская область была упразднена и район был передан в Ашхабадскую область.
В апреле 1952 года Красноводская область была восстановлена и Кизыл-Атрекский район вновь вошёл в её состав.
В декабре 1955 года Красноводская область вновь была упразднена и район снова вошёл в состав Ашхабадской области.
В мае 1959 Ашхабадская область была упразднена и район перешёл в прямое подчинение Туркменской ССР.
В декабре 1973 район был передан в восстановленную Красноводскую область.
В 1988 году Красноводская область вновь была упразднена и район перешёл в прямое подчинение Туркменской ССР.
В 1992 году Кизыл-Атрекский район вошёл в состав Балканского велаята, был переименован сначала в Гызылатрекский этрап, а затем в Этрекский этрап.